# Ognuno per sé
Ognuno per sé è un film del 1968, diretto da Giorgio Capitani.

## Trama
Il cercatore d'oro Sam Cooper riesce finalmente a trovare un buon giacimento d'oro in una miniera, ma viene tradito dal suo partner Slim, che cerca di ucciderlo. Sam fa crollare la miniera con una carica di dinamite, uccidendo Slim, dopodiché torna in città.
In cerca di un partner fidato che possa aiutarlo ad estrarre l'oro e trasportarlo, Sam manda un telegramma al suo figlio adottivo Manolo Sanchez. Manolo è però a sua insaputa seguito da un misterioso e sinistro individuo vestito da prete. Questo individuo ha avuto dei trascorsi con Manolo per molto tempo, dopo che Sam lo ha abbandonato per andare in cerca di oro. Il prete Biondo sembra avere un'influenza su Manolo (anche se non viene esplicitato, è implicito che i due siano amanti), e riesce a farsi rivelare il segreto della miniera e a farsi coinvolgere nel gruppo.
Sam, non fidandosi del Biondo, inserisce nel gruppo Mason, un vecchio amico che era nell'esercito con lui. Mason accetta di diventare socio di Sam e di coprirgli le spalle in cambio della metà dei profitti. Mason però nutre rancore nei confronti di Sam: anni prima i due erano scappati dall'esercito con i soldi del reggimento, e si erano divisi per far perdere le proprie tracce; Mason fuggì con i soldi, ma venne preso e condannato a svariati anni di lavori forzati nelle paludi della Florida, dove contrasse la Malaria. L'uomo si convinse che Sam lo aveva venduto ai soldati per poter scappare, e ora ha accettato di aiutare Sam solo per trovare le prove del suo tradimento e ucciderlo.
Sam, Manolo, Mason e il prete Biondo partono così alla volta della miniera, ma nei pressi di una chiesa abbandonata subiscono un'imboscata da parte di un gruppo di ladri che lavorano per il negoziante Lancaster, intenzionati a rubare la roba comprata dai quattro e riportarla al negozio. I quattro pistoleri riescono splendidamente a respingere gli assalitori, uccidendoli tutti tranne uno.
Durante il viaggio, i trascorsi passati e le difficoltà incontrate accresceranno la sfiducia tra i quattro. Ad incrinare di più i rapporti sono i tentativi del Biondo di uccidere gli altri, prima rimuovendo i puntelli e facendo crollare la miniera addosso a Cooper e Manolo, poi cercando di rubare il chinino a Mason per farlo morire di astinenza.
Una notte, un uomo gravemente ferito e disidratato striscia fino all'accampamento dei quattro, e Cooper gli dà un po' d'acqua. Durante il suo turno di guardia, il Biondo affronta l'uomo malridotto, che si rivela essere uno sceriffo in cerca di "un ladro e assassino travestito da prete". Il Biondo sorride allo sceriffo e gli spara.
Dopo aver estratto l'oro e averlo caricato sui cavalli, Cooper decide di confiscare le armi agli altri. Tornati alla chiesa abbandonata, il Biondo ruba la pistola a Cooper e cerca di uccidere Mason, scoprendo con orrore che Cooper aveva tolto i proiettili dalla propria pistola. Apprendendo che tutti gli incidenti che erano capitati erano stati causati dal falso prete, Mason decide di non sparargli con la deringer che teneva di riserva, ma di ucciderlo lentamente massacrandolo di pugni. Manolo raccoglie la deringer e cerca di vendicare il Biondo uccidendo Mason, ma Cooper a malincuore spara al figlio adottivo per difendere l'amico. Manolo muore maldicendo il giorno in cui ha incontrato Sam.
Cooper e Mason affrontano poi i fratelli killer Al e Fred Brady, precedentemente assoldati da Mason come assassini e rinforzi. Nella sparatoria, Fred ferisce Cooper alla gamba, Mason uccide Fred e viene a sua volta colpito mortalmente da Al, che viene poi ucciso da Sam. Mason spende i suoi ultimi momenti di vita per riconciliarsi con il suo vecchio amico, e muore.
Rimasto solo, Sam si dirige verso la città con l'oro della miniera.